# Ímuris
Ímuris è una municipalità dello stato di Sonora, nel Messico settentrionale, il cui capoluogo è la località omonima.
La municipalità conta 12.812 abitanti (2010) e ha un'estensione di 2.171,11 km².
Il nome della località significa altipiano fra i fiumi.